# Rumänsk-ortodoxa kyrkan, Vršac
Rumänsk-ortodoxa kyrkan (serbiska: Румунска православна црква/Rumunska pravoslavna crkva) är en rumänsk-ortodox kyrkobyggnad belägen i staden Vršac i den sydöstra delen av provinsen Vojvodina i nordöstra Serbien.

## Historia
Rumänsk-ortodoxa kyrkan i Vršac började byggas 1911 enlit ritningar av arkitekt Dimitrije Boitars. 
Målaren Virgil Simonescu, skulptörerna Nistor och Josif Bosioc och stenhuggaren Joan Voina deltog i utsmyckningen av kyrkan.

## Kyrkobyggnaden
Kyrkan är byggd i bysantinsk stil.

## Bilder

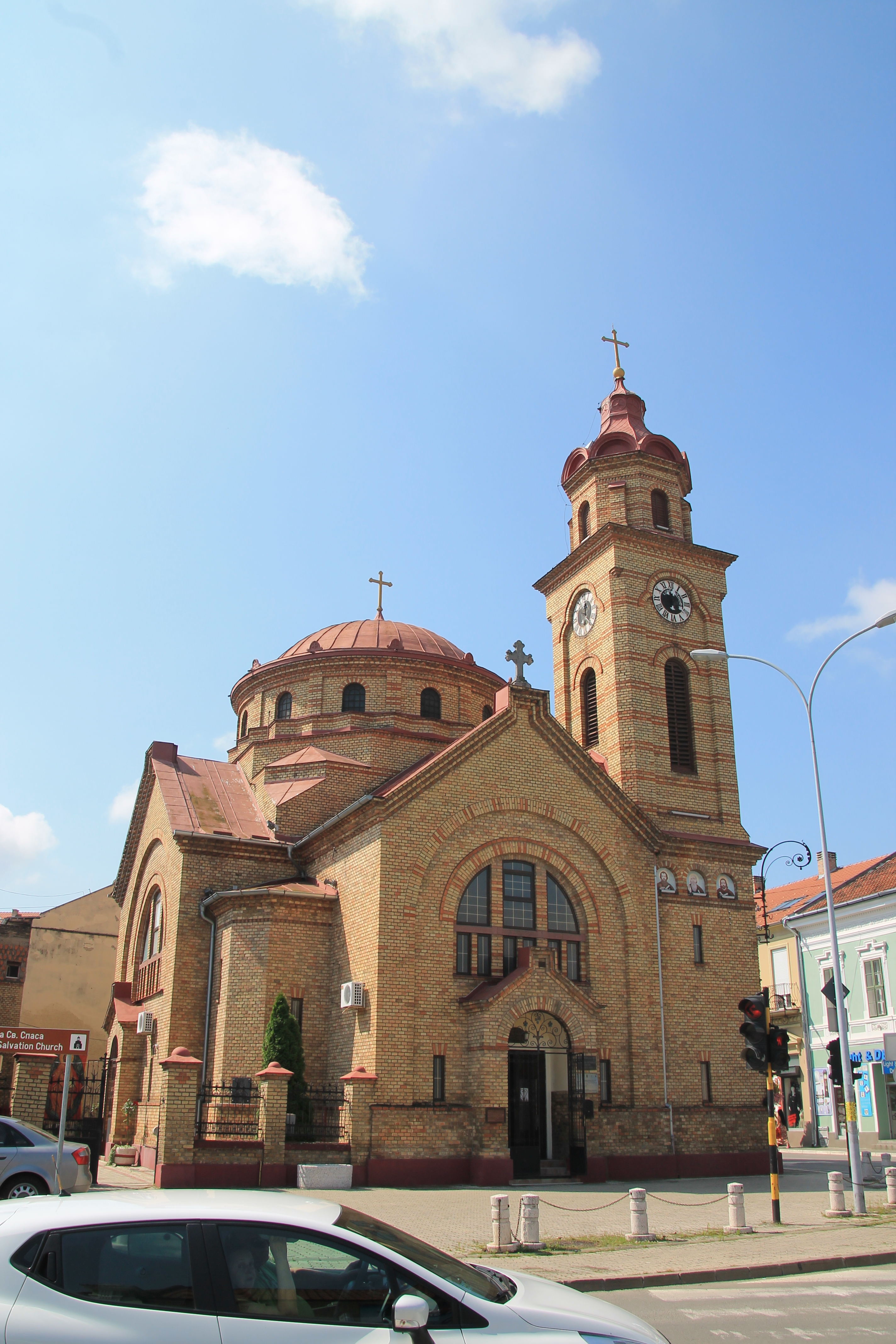
Framsidan.
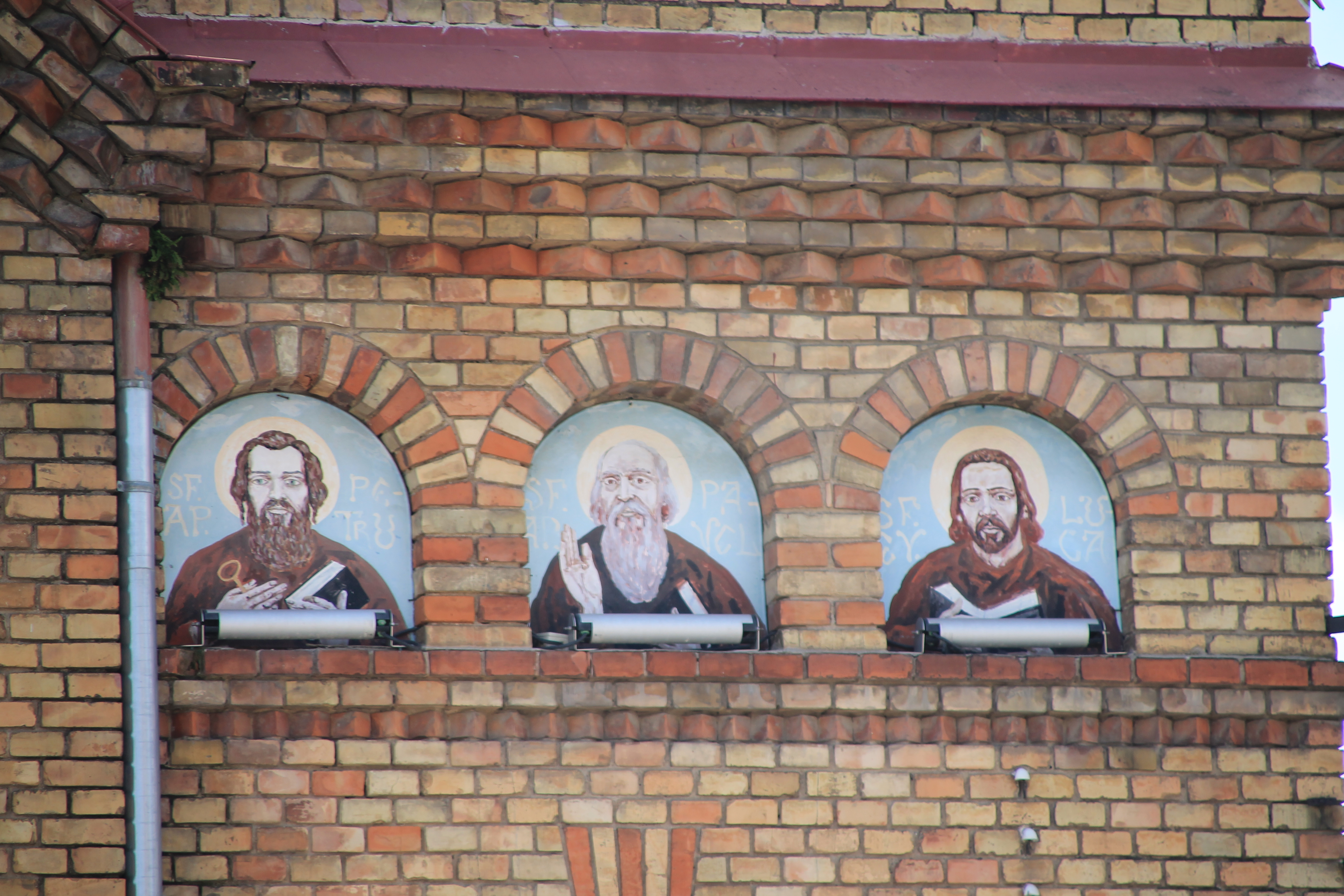
Mosaiker på fasaden.